# Caroline Wiseneder
Caroline Friederike Wiseneder, geborene Schneider (* 20. August 1807 in Braunschweig; † 26. August 1868 ebenda) war eine deutsche Komponistin, Chorleiterin und Pädagogin.

## Leben
Caroline Schneider wurde 1807 in Braunschweig als Tochter eines Zinngießers geboren. Ihre musikalische Begabung wurde bereits früh durch Unterricht gefördert. Nach Beendigung ihrer Schulzeit 1821 besuchte sie die Singakademie, nahm Klavierunterricht und wirkte bei mehreren Aufführungen mit. Sie gab nachfolgend selbst Musikunterricht und gründete in Braunschweig mehrere Gesangvereine, die sie auch leitete. So dirigierte sie von 1834 bis 1845 den Gesangverein für gemischten Chor und von 1855 bis 1862 den Damengesangverein. Im Jahr 1829 heiratete sie den Hofopernsänger und späteren Theaterinspektor Carl Wiseneder. Der aus Wien stammende Carl Joseph Wiseneder (1793–5. September 1869) war seit 1826 am Hoftheater Braunschweig tätig und war Herausgeber des Theater-Journals des Herzoglich Braunschweigischen Hoftheaters. Die Ehe blieb kinderlos. Caroline Wiseneder komponierte Lieder und zwei Opern. Ihre Opern wurden 1848 und 1849 am Hoftheater Braunschweig aufgeführt. Sie gehört gemeinsam mit Elise Schmezer (1810–1856) zu den beiden wichtigsten Braunschweiger Komponistinnen des 19. Jahrhunderts. Nach dem Vorbild Friedrich Fröbels gründete Caroline Wiseneder 1862 in Braunschweig an der Fallersleber Straße 12 eine Musikbildungsschule, den Wiseneder’schen Kindergarten, in der Kinder im Sinne der musikalischen Früherziehung gefördert wurden. Ihr musikpädagogisches Konzept fand über Braunschweig hinaus Nachahmung.
Wiseneder erfand eine bewegliche Notenschrift, die im Juni 1868 patentiert wurde. Sie starb im August des Jahres im Alter von 61 Jahren in Braunschweig. Der Wiseneder’sche Kindergarten wurde zunächst von ihrer Schülerin Luise Vorhauer weitergeführt. Die um eine Bildungsanstalt für Kindergärtnerinnen erweiterte Einrichtung bestand unter der jahrzehntelangen Leitung von Lilly Heyde bis ins 20. Jahrhundert weiter.

## Werke (Auswahl)
- Die Palastdame. Große Oper in drei Akten, 1848.
- Das Jubiläum oder Die drei Gefangenen. Komische Oper in drei Akten, 1849.
- Vier Lieder für eine Singstimme mit Pianoforte. Op. 15. Weinholz, Braunschweig, 1849. (Darin die Lieder An den Himmel und Die Abgeschiedenen)

## Schriften (Auswahl)
- Musikalische Elementarlehre für Schule und Haus. Friedrich Wagner, Braunschweig 1862 (books.google.de).